# Anastazija
Anastazija je žensko osebno ime.

## Slovenske različice imena
- Ženske različice: Asja, Asta, Nasta, Nastasija, Nastasja, Nastija, Nastja
- Moške različice: Anastazij, Anastas, Anastazijan

## Tujejezične različice imena
Anastasija (srb.); Anastasie (fran.); Anastasia (nem., skrajšano-Asta, Stase); Anastazija (hr., skrajšano-Nastazija, Nasta); Asja, Asta, Nasja,Stasja, Tasja, Nastasja (rus.); Anastazja (pol.); Anastázia (slov.); Анастазія (ukr.))

## Izvor imena
Ime Anastazija je ženska oblika imena Anastazij. Ime izhaja prek latinskega Anastasius iz grškega Αναστασιος (Anastasios), ki ima osnovo v grški besedi αναστασις (anastasis) v pomenu besede »vstajenje od mrtvih«

## Izbor svetniških imen
Anastazija je mučenka iz Sirmija (sedaj Sremska Mitrovica) v času cesarja Dioklecijana. God praznuje 25. decembra ali 15. aprila. V koledarju je še Anastazija Velika, grška mučenka, 28. oktobra.
V Sloveniji ji je posvečena podružnična cerkev v Brestovici pri Komnu.

## Pogostost imena
- Leta 1994 je bilo v Sloveniji  po podatkih iz knjige Leksikon imen Janeza Kebra 227 nosilk imena Anastazija. Ostale različice imena, ki so bile uporabljene: Asja (87), Asta (26), Nasta(39), Nastasija (17), Nastasja (25), Nastija (15), Nstja (779).[3]
- Po podatkih Statističnega urada Republike Slovenije pa je bilo na dan 31. decembra 2007 v Sloveniji število ženskih oseb z imenom Anastazija: 273.[4]

## Izpeljanke priimkov
Priimki iz imena Anastazija so bili izpeljani predvsem v predelih bivše Jugoslavije. Nekateri od njih so: Anastasijević, Nastasijević, Nastović, Nastić.